# Lobo Pateta
Lobo Pateta (título original: Nu, pogodi!, em russo: Ну, погоди!, em português, literalmente: Você me paga!) é um desenho animado soviético/russo feito pelo estúdio Sojusmultfilm, contando sobre um lobo atrapalhado que tenta de tudo para capturar o coelhinho, a fim de torná-lo como sua refeição; porém acaba dando tudo errado na captura fazendo o coelhinho escapar de suas armadilhas.
Toda vez que algo dá errado com o lobo, em cada começo do episódio antes dos créditos no final dos episódios, o lobo fala a sua famosa frase: Nu Pogodi! (na dublagem: você me paga!). A série tem uma estrutura parecida com Tom e Jerry; uma perseguição de gato e rato, mas no caso se trata de uma perseguição de lobo e lebre. Este desenho animado chegou ao Brasil no começo da década de 1980 com o título de Lobo Pateta, sendo transmitido no Xou da Xuxa na Rede Globo e posteriormente foi lançado em VHS pela extinta Globo Vídeo. O desenho teve uma demora de estreia nos Estados Unidos devido a Guerra Fria, nesse período, nenhum desenho soviético foi lançado em território norte-americano. O último episódio da série foi lançado em 2006.